# Port Matilda
Port Matilda is een plaats (borough) in de Amerikaanse staat Pennsylvania, en valt bestuurlijk gezien onder Centre County.

## Demografie
Bij de volkstelling in 2000 werd het aantal inwoners vastgesteld op 638.
In 2006 is het aantal inwoners door het United States Census Bureau geschat op 635.

## Geografie
Volgens het United States Census Bureau beslaat de plaats een oppervlakte van
1,4 km², waarvan 1,4 km² land en 0,0 km² water. Port Matilda ligt op ongeveer 328 m boven zeeniveau.

## Plaatsen in de nabije omgeving
De onderstaande figuur toont nabijgelegen plaatsen in een straal van 16 km rond Port Matilda.